# The Hole (album)
The Hole è un album in studio del gruppo musicale olandese Golden Earring, pubblicato nel 1984 dalla Mercury Records.

## Tracce
1. "They Dance - 5:10
2. "Quiet Eyes" - 4:03
3. "Save the Best for Later" - 5:10
4. "Have a Heart" - 3:59
5. "Live in Motion" - 3:44
6. "Jane Jane" - 4:54
7. "Jump and Run" - 5:52
8. "Why Do I" – 4:44
9. "A Shout in the Dark" - 5:52

## Formazione

### Gruppo
- Barry Hay - voce
- George Kooymans - chitarra
- Robert Jan Stips - chitarra
- Rinus Gerritsen -  basso
- Cesar Zuiderwijk -batteria